# Sphyrometopa atlantica
Sphyrometopa atlantica is een rechtvleugelig insect uit de familie sabelsprinkhanen (Tettigoniidae). De wetenschappelijke naam van deze soort is voor het eerst geldig gepubliceerd in 1976 door Rentz.